# 2013-as Nickelodeon Kids’ Choice Awards
Ez a huszonhatodik Nickelodeon Kids’ Choice Awards. amelyet 2013. március 23-án rendeztek USC Galen Center, Los Angeles, Kaliforniában.

## Fellépők
- Pitbull és Christina Aguilera- Feel This Moment
- Kesha - We R Who We R és C'Mon

## Győztesek és jelöltek

### Kedvenc filmszínész
- Johnny Depp - Éjsötét árnyék
- Andrew Garfield - A csodálatos Pókember
- Zachary Gordon -  Kutya egy idő
- Will Smith - Men in Black – Sötét zsaruk 3.

### Kedvenc filmszínésznő
- Kristen Stewart - Alkonyat – Hajnalhasadás
- Vanessa Hudgens - Utazás a rejtélyes szigetre
- Scarlett Johansson - Bosszúállók
- Jennifer Lawrence - Az éhezők viadala

### Kedvenc kemény pasi
- Dwayne Johnson - Utazás a rejtélyes szigetre
- Robert Downey Jr. - Bosszúállók
- Andrew Garfield - A csodálatos Pókember
- Chris Hemsworth - Bosszúállók

### Kedvenc kemény csaj
- Kristen Stewart - Hófehér és a vadász
- Anne Hathaway - A sötét lovag – Felemelkedés
- Scarlett Johansson - Bosszúállók
- Jennifer Lawrence - Az éhezők viadala

### Kedvenc film
- Az éhezők viadala
- A csodálatos Pókember
- Bosszúállók
- Kutya egy idő

### Kedvenc animációs film
- Rontó Ralph
- Merida, a bátor
- Jégkorszak 4. – Vándorló kontinens
- Madagaszkár 3

### Kedvenc hang egy animációs filmből
- Adam Sandler - Hotel Transylvania – Ahol a szörnyek lazulnak
- Chris Rock - Madagaszkár 3
- Ben Stiller - Madagaszkár 3
- Taylor Swift - Lorax

### Kedvenc Tv színésznő
- Selena Gomez - Varázslók a Waverly helyből
- Miranda Cosgrove - iCarly
- Victoria Justice - V, mint Viktória
- Bridgit Mendler - Sok sikert, Charlie!

### Kedvenc Tv színész
- Ross Lynch - Austin és Ally
- Jake T. Austin - Varázslók a Waverly helyből
- Lucas Cruikshank - Marvin, Marvin
- Carlos Pena Jr. - Big Time Rush

### Kedvenc Tv show
- V, mint Viktória
- Sok sikert, Charlie!
- iCarly
- Varázslók a Waverly helyből

### Kedvenc rajzfilm
- SpongyaBob Kockanadrág
- Phineas és Ferb
- Tündéri keresztszülők
- Tom és Jerry

### Kedvenc reality show
- Wipeout
- America's Got Talent
- The Voice
- American Idol

### Kedvenc férfi sportoló
- LeBron James
- Tim Tebow
- Michael Phelps
- Shaun White

### Kedvenc női sportoló
- Danica Patrick
- Gabby Douglas
- Serena Williams
- Venus Williams

### Kedvenc együttes
- One Direction
- Big Time Rush
- Bon Jovi
- Maroon 5

### Kedvenc férfi énekes
- Justin Bieber
- Blake Shelton
- Bruno Mars
- Usher

### Kedvenc női énekes
- Katy Perry
- Adele
- Taylor Swift
- Pink

### Kedvenc dal
- What Makes You Beautiful - One Direction
- Call Me Maybe - Carly Rae Jepsen
- Gangnam Style - Psy
- We Are Never Ever Getting Back Together - Taylor Swift

### Kedvenc gonosztevő
- Simon Cowell - The X Factor
- Reed Alexander - iCarly
- Tom Hiddleston - Bosszúállók
- Julia Roberts - Tükröm, tükröm

### Kedvenc videó játék
- Just Dance 4
- Skylanders: Giants
- Mario Kart 7
- Wii Sports

### Kedvenc könyv
- The Hunger Games
- Harry Potter
- Egy ropi naplója
- Magic Tree House

### Kedvenc alkalmazás
- Temple Run
- Angry Birds
- Fruit Ninja
- Minecraft

## Nyálkás hírességek
- Pitbull
- Dwight Howard
- Neil Patrick Harris
- Sandra Bullock
- Amanda Seyfried
- Josh Hutcherson
- Josh Duhamel
- Nick Cannon

## Nemzetközi díjak

### Kedvenc ázsiai énekes
- Han Geng
- Shila Amzah
- Psy
- Sarah Geronimo

### Kedvenc sztár (német/osztrák/svájci)
- Luca Hänni
- Lena Meyer-Landrut
- Daniele Negroni
- Cro

### Kedvenc latin-amerikai művész
- Isabella Castillo
- Eme 15
- Danna Paola
- Martina Stoessel

### Kedvenc sztár (holland/belga)
- Gers Pardoel
- Ferry Doedens
- Britt Dekker
- Epke Zonderland

## Fordítás
- Ez a szócikk részben vagy egészben  a(z)   2013 Kids' Choice Awards című angol Wikipédia-szócikk ezen változatának fordításán alapul.  Az eredeti cikk szerkesztőit annak laptörténete sorolja fel. Ez a jelzés csupán a megfogalmazás eredetét és a szerzői jogokat jelzi, nem szolgál a cikkben szereplő információk forrásmegjelöléseként.